# Concentrador solar

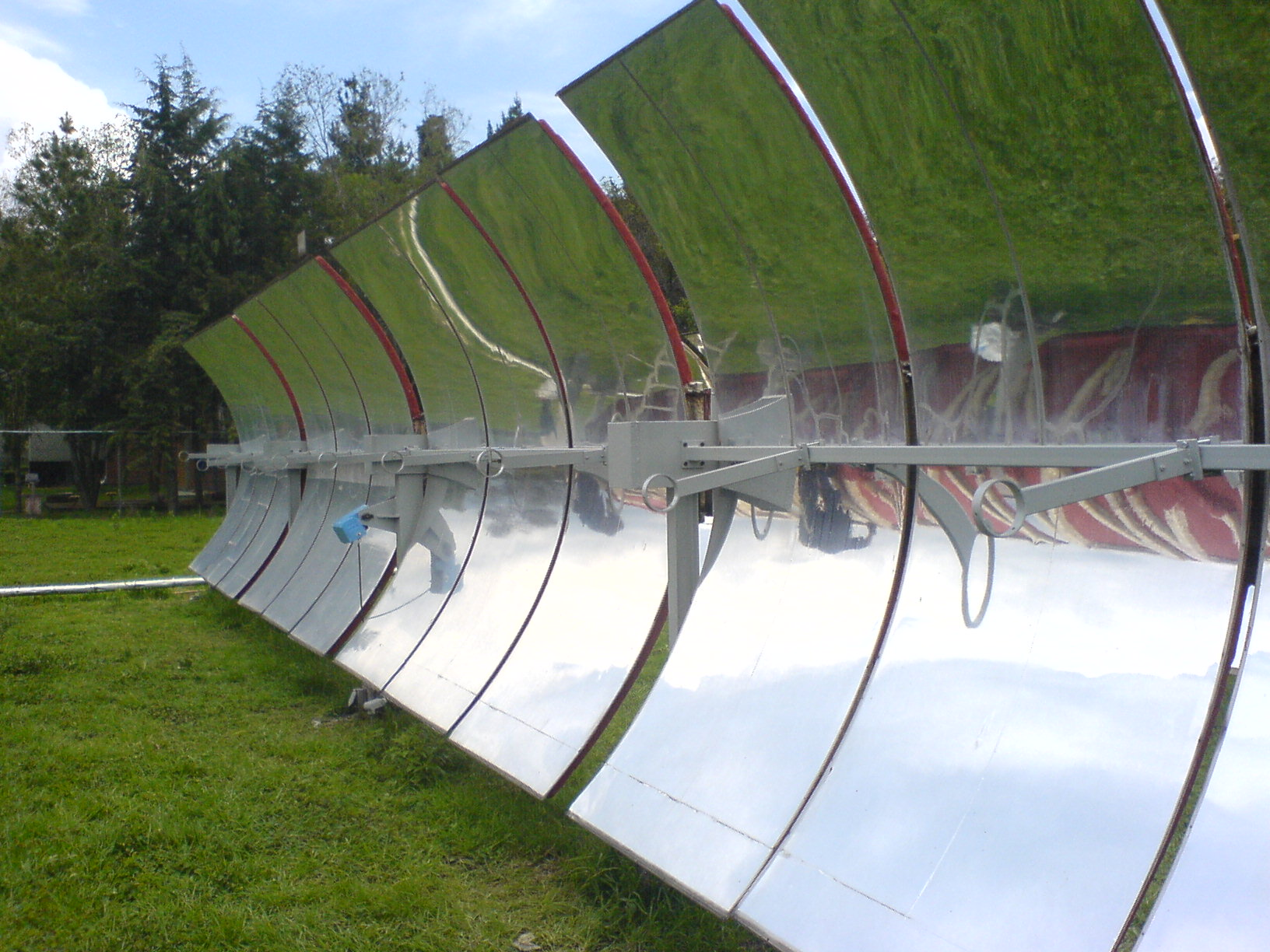
Colector solar parabólico.

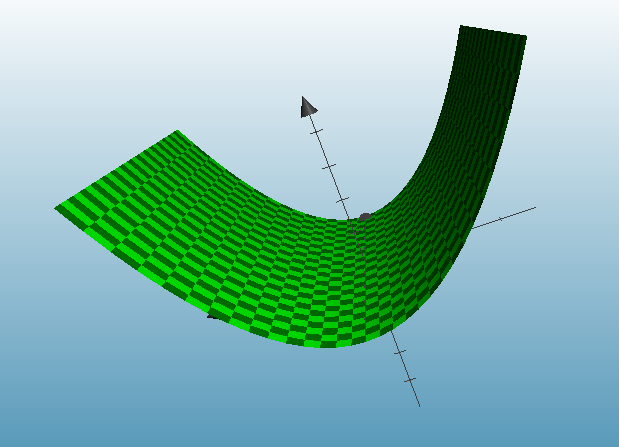
Cilindro parabólico.

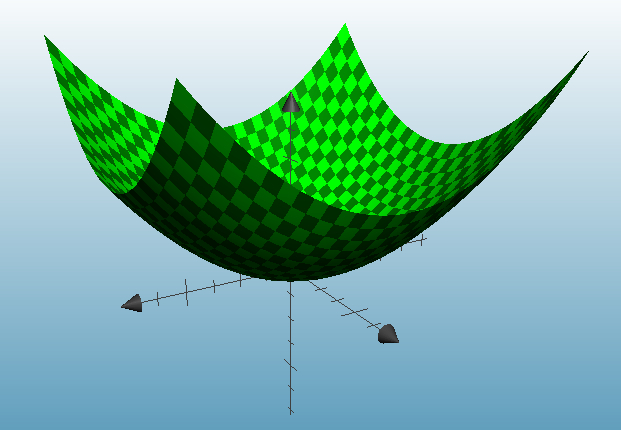
Plato parabólico.

Un concentrador solar es un tipo de colector solar capaz de concentrar la energía solar en un área reducida, aumentando la intensidad energética. Similar a una lupa enfocando su luz en un punto, los concentradores reflejan la luz solar por medio de un arreglo de espejos alineados hacia un objetivo capaz de captar dicha energía para su aprovechamiento.

## Implementación
El concentrador parabólico cuenta con un arreglo de espejos en forma de cilindro parabólico. En el foco se coloca un conducto por donde pasa un fluido, como aceite o salmuera. Dependiendo de la longitud de exposición, el área de captación solar y la irradiancia, dicho fluido puede calentarse incluso por encima del punto de ebullición del agua, llegando a temperaturas alrededor de 300 °C. Una vez caliente, el fluido pasa a una caldera donde calienta agua y la convierte en vapor. La energía contenida en el vapor puede ser utilizada para generar electricidad si se pasa por una turbina que haga girar a un generador.

## Plato parabólico
El cono parabólico concentra los rayos del sol en un solo punto, en vez de un conducto lineal. Este arreglo permite generar temperaturas alrededor de los 650 °C.

## Otros usos
- El motor Stirling puede aprovechar dicha temperatura elevada para generar energía.
- Para destilación de agua, mediante los sistemas de destilación solar por concentradores.
- Para calentar agua sanitaria para usar en baños o cocinas.